# Kayunga
Kayunga  este un oraș  în  Uganda. Este reședinta  districtului Kayunga.